# Acanthophyllum pachystegium
Acanthophyllum pachystegium là loài thực vật có hoa thuộc họ Cẩm chướng. Loài này được Rech.f. mô tả khoa học đầu tiên năm 1957.